# Crescendo e Cercando Tour 2003-2004
Crescendo e Cercando Tour 2003-2004 è un triplo DVD di Claudio Baglioni messo in commercio nel 2005.
I primi 2 DVD sono concerti registrati a Milano durante il Crescendo Tour del 2003 e a Roma durante il Cercando Tour del 2004; il terzo DVD è una raccolta di contenuti speciali.

## Tracce

### DVD 1 (Crescendo)
1. Yesterday
2. Noi no
3. Dagli il via
4. Quanto ti voglio
5. Fotografie
6. Ragazze dell'est
7. Bolero
8. Tienimi con te
9. Di là dal ponte
10. Notti
11. Quante volte
12. Serenata in sol
13. Mai più come te
14. Domani mai
15. E adesso la pubblicità
16. Un nuovo giorno o un giorno nuovo
17. Avrai
18. Acqua dalla luna
19. Ninna nanna nanna ninna
20. Tutto in un abbraccio
21. Grand'uomo
22. E tu...
23. Solo
24. Strada facendo
25. Questo piccolo grande amore
26. Cuore di aliante
27. Poster
28. Amore bello
29. Sabato pomeriggio
30. E tu come stai?
31. Io me ne andrei
32. Mille giorni di te e di me
33. Sono io
34. Io sono qui
35. La vita è adesso
36. Via

### DVD 2 (Cercando)
1. Strada facendo
2. Io sono qui
3. Tutto in un abbraccio
4. Amori in corso
5. Mai più come te
6. Signore delle ore oscure
7. Male di me
8. Ancora la pioggia cadrà
9. Avrai
10. Mal d'universo
11. Un mondo a forma di te
12. Quante volte
13. E adesso la pubblicità
14. Notti
15. Tienimi con te
16. Quei due
17. Serenata in sol
18. Con tutto l'amore che posso
19. Chi c'è in ascolto
20. Cuore di aliante
21. Sono io
22. Grand'uomo
23. Poster
24. Medley
  - Questo piccolo grande amore
  - Amore bello
  - E tu...
  - Sabato pomeriggio
25. Solo
26. E tu come stai?
27. Noi no
28. Mille giorni di te e di me
29. La vita è adesso
30. Via

### DVD 3 (Contenuti Speciali)
- Crescendo Tour 2003-2004
- Una storia in - Crescendo - (speciale tour)
- Strada facendo - 'un crescendo in coro'
- Intervista a Claudio Baglioni
- Tienimi con te (Album dei ricordi)
- Di là dal ponte (Album spettacolo)
- Intervista al regista Duccio Forzano
- Tienimi con te (Videoclip)
- Titoli di coda - pianoforte e voce
- Notti - Speciale 'sorprese a torino'
- Cercando Tour 2004
- Fianco a fianco - album fotografico
- Crescendo e cercando (nuovo brano 18/12/2004 Piazza del Duomo Milano)
- Spazi Nuovi Per Uomini Nuovi
- Gazometro (Roma, 13 luglio 2004)
- Museo Ferroviario (Lecce, 2 agosto 2004)
- Teatro Greco (Siracusa, 24 agosto 2004)
- Porto Vecchio (Trieste, 6 settembre 2004)